# Golemo Selo
Golemo Selo (Servisch cyrillisch Големо Село) is een plaats in de Servische gemeente Vranje. De plaats telt 1051 inwoners (2002).